# Fantasy (石川晃次のアルバム)
『fantasy』は、2013年12月25日に発表された石川晃次の5作目のオリジナルアルバム。

## 収録曲
1. 温かい風
2. Pain
3. Tokyo Tower
4. のこのこと
5. 僕らはファンタジー
6. それぞれの道
7. 奪えないプライド
8. 真新しい世界へ
9. Energy
10. 風のメロディー
11. 永遠のかけら